# República Autónoma Socialista Soviética de Kabardia-Balkaria
La República Autónoma Socialista Soviética de Kabardia-Balkaria (en ruso: Кабардино-Балкарская Автономная Советская Социалистическая Республика; Kabardino-Balkarskaya Avtonomnaya Sovietskaya Sotsialisticheskaya, en kabardino: Къэбэрдей-Балъкъэр АССР, en balkario: Къабарты-Малкъар АССР), fue una república autónoma de la antigua Unión Soviética dentro de la República Socialista Federativa Soviética de Rusia. Existió entre 1936 y 1991. 
Tras la deportación de los balkarios en 1944, pasó a denominarse República Autónoma Socialista Soviética de Kabardia. En 1957 recuperó el antiguo nombre.
En 1991, una vez desaparecida la URSS, adoptó el nombre actual: República de Kabardia-Balkaria, integrada en la Federación Rusa.